# Kateřina Kuřátková
Kateřina Kuřátková je česká modelka, instruktorka zumby, členka organizačního týmu běžeckého závodu Nike Run Prague, držitelka titulu Miss Vysočiny 2002 a Miss Praha Open 2007.
Kateřina Kuřátková pochází z Pardubic, kde také navštěvovala základní školu. V letech 2000–2004 studovala na gymnáziu v Pardubicích. Poté studovala na Provozně ekonomické fakulté České zemědělské univerzity obor Provoz a ekonomika, který absolvovala v roce 2009 a získala titul Ing.. V rámci studia odletěla na rok do španělské Seville.
Od svých 8 let se věnovala závodně moderní gymnastice a přes hip hop a disco-dance.[ujasnit] Je držitelka mezinárodní třídy v latinskoamerických tancích. V současnosti[kdy?] je instruktorka zumby, aqua zumby a zumbatomic a fitness instruktorka.

## Soutěže Miss
- Miss Poupě – vítězka, Miss sympatie[3]
- Miss Pardubického kraje – vítězka
- Super girl 2004 – vítězka
- Miss Tišnovska – vítězka
- Miss Jihlava – I. vicemiss, Miss sympatie
- Miss královéhradeckého kraje – II. vicemiss
- Slečna roku – 3. místo
- Miss Vysočiny 2002 – vítězka, Miss sympatie
- Miss České republiky 2006 – finalistka (I. vicemiss Moravia)
- Miss Praha Open 2007 – vítězka (získala i automobil Citroen C3)